# 衮布扎布 (札萨克图汗部)
衮布扎布（？—1724年），喀尔喀蒙古札萨克图汗部人，清朝蒙古王公，格哷森札札赉尔次子诺颜泰哈坦巴图尔五世孙，诺尔布的儿子，博尔济吉特氏。
康熙二十九年（1690年），衮布扎布朝觐康熙帝，授二等台吉。附牧从兄乌尔占。康熙三十五年（1696年），在昭莫多之战随清军击败准噶尔汗国噶尔丹。康熙五十六年（1717年），驻防阿尔台军营，授一等台吉（札萨克图汗部右翼前旗）。雍正二年（1724年），授为辅国公。